# Henri Massis
Pour les articles homonymes, voir Massis.
Henri Massis, né le 21 mars 1886 dans le 18e arrondissement de Paris et mort le 16 avril 1970 dans le 14e arrondissement, est un critique littéraire, essayiste politique d'extrême droite, et historien de la littérature. Il créa des revues comme Roseau d'Or et la Revue universelle qu'il mit sur pied avec son ami Jacques Bainville, et est connu pour sa participation à l'Action française. Il occupe des postes dans l'administration du régime de Vichy, ce qui lui vaut d'être arrêté lors de la Libération de la France. Resté pétainiste, il est néanmoins élu à l'Académie française en 1960.

## Biographie

### Un intellectuel de la droite catholique maurrassienne
Élève d'Alain au lycée Condorcet, Henri Massis poursuit en lettres à la Sorbonne une licence de philosophie qu'il obtient en 1908. Pendant ses études, il publie son premier ouvrage de critique littéraire, Comment Émile Zola composait ses romans alors remarqué par Émile Faguet comme début prometteur. Politiquement, le jeune Massis est alors barrèsien. Massis est très tôt attiré par Charles Maurras et l'Action française. Fervent polémiste, il rejette la diffusion de la culture allemande à la Sorbonne et le déclin de la culture classique (enquête avec Alfred de Tarde sous le pseudonyme d'Agathon). Un second « Agathon » suivit en 1913 : « Les Jeunes gens d'aujourd'hui » dont il applaudit le goût de l'action, la foi patriotique, la renaissance catholique et le réalisme politique.
Durant les années 1920, Massis renouvelle ce type de critique à propos des écrivains de son temps comme André Gide ou Romain Rolland. Au premier il reproche, notamment, ses mœurs « sataniques » et ses attaques contre l'institution familiale (Nourritures terrestres) ; il dénonce le penchant socialiste du second et voit en lui un traître qui pactise avec « l'ennemi ».
Au début de la décennie 1930, Henri Massis se lie d'amitié avec les jeunes Robert Brasillach, Thierry Maulnier et Maurice Bardèche, alors encore étudiant à l'École Normale Supérieure[réf. à confirmer].
Massis s'est longuement consacré au journalisme. Il a fait ses débuts à L'Opinion avant d'être rédacteur en chef à la Revue universelle, proche de l'Action française, de 1920 à 1936, puis directeur de ce même journal de 1936 à 1944. Il assiste aux banquets du cercle Fustel de Coulanges, proche aussi de l'Action française ; il le préside en 1935.
Pour faire contre-feu à la condamnation de l'Italie par la Société des Nations en 1935 après l'invasion de l'Éthiopie, Massis, partisan d'une entente avec la dictature fasciste de Mussolini, se fait le porte-parole d'une certaine droite lorsqu'il rédige le Manifeste des intellectuels français pour la défense de l'Occident et la paix en Europe. Avec son ami Robert Brasillach, il publie un ouvrage à la gloire de la dictature franquiste : Les cadets de l'Alcazar. En 1938, il visite le Portugal et manifeste son appui au dictateur Salazar. Comme pour ses confrères de l'Action française, la germanophobie de Massis lui fait condamner — logiquement — le régime hitlérien,.
Face à la NRF, Henri Massis essaie de mettre sur pied avec Jacques Maritain une sorte de NRF catholique avec la collection du Roseau d'Or publiée chez Plon.

### Journaliste et pétainiste sous l’Occupation
Officier d'état-major du général Charles Huntziger durant la « drôle de guerre », il est, après l'armistice, brièvement chargé de mission à l'état-major du général Maxime Weygand - il y gagne une seconde croix de guerre - puis au cabinet du ministre des anciens combattants et de la famille Jean Ybarnégaray : il affirme alors qu'il veut « accomplir une œuvre de redressement à destination de la jeunesse, mais en évitant tout ce qui pourrait avoir l'air d'être copié (...) Pas d'importation de foi, de patriotisme, pas d'idéal venu d'au-delà de nos frontières, surtout! »
La Revue universelle qu'il dirige s'installe à Vichy et y défend le régime de Vichy et sa Révolution nationale. Il donne des conférences, littéraires ou plus politiques comme en 1943 à Lyon une conférence sur la Russie et l'Occident, sous les auspices du ministère de l'Information et du comité de l'exposition « Le bolchevisme contre l'Europe. » Il contribue à la revue Idées, l’organe intellectuel du régime de Vichy. Massis est désigné, en 1941, membre du Conseil national mis en place par Vichy (il est membre de sa commission de la constitution en 1941 et de sa commission d'études des questions de jeunesse en 1942), membre en 1943 du conseil supérieur du travail obligatoire et des chantiers de jeunesse présidé par Abel Bonnard. Il obtient la Francisque. Il rédige le dernier message de Pétain où est évoquée la thèse du bouclier et de l'épée qui sera utilisée par la défense lors du Procès Pétain en juillet-août 1945,. Chargé de mission au secrétariat à la jeunesse de Georges Lamirand, il s'oppose avec succès à la mise en place d'une organisation de « jeunesse unique » voulue par les collaborationnistes.
Il fait l'objet d'un mois d'internement administratif à la Libération : arrêté et incarcéré, il est transféré à la prison de Fresnes le 8 décembre 1944 puis libéré le 16 janvier 1945. Son nom figure dans la Liste des écrivains indésirables dressée par le Comité national des écrivains en 1944. Néanmoins, en retrait, il n'est pas davantage inquiété au moment de l’épuration.

### Fidélité à Maurras et à Pétain
Massis demeure fidèle au « nationalisme intégral » de l'Action française ; il participe, en faveur de Charles Maurras emprisonné, à un meeting organisé par Aspects de la France en décembre 1949, avec Pierre Boutang, Gabriel Marcel, Daniel Halévy, le colonel Rémy, veille la dépouille de Maurras en 1952, collabore à Aspects de la France dans les années 1950 et 1960 et à La Nation française, prend part au banquet annuel de la Restauration nationale (France), accepte de parrainer le Centre d'études nationales en 1962, qui entend « enseigner l'œuvre des maîtres du nationalisme français et de l'ordre chrétien ».
Il reste fidèle aussi au maréchal Pétain. Membre du comité d'honneur de l'Association pour défendre la mémoire du maréchal Pétain (ADMP) à sa fondation en 1951, il participe volontiers à ses réunions et aux messes anniversaires. Il défend la thèse du « bouclier » selon laquelle le maréchal Pétain aurait protégé les Français en s'opposant aux demandes allemandes. Il est l'un des Académiciens les plus fidèles dans les années 1960 et est désigné membre d'honneur statutaire de l'ADMP en 1967.
Massis préside une association fondée en 1950, les Amitiés franco-espagnoles, avec comme vice-présidents Gustave Thibon et le banquier royaliste Marcel Wiriath et comme président d'honneur le général et académicien Maxime Weygand,,,.
Massis est membre du comité de patronage d'un cercle parisien politico-littéraire né en 1948 autour de la Librairie des Amitiés françaises (installée au 48, rue Mazarine) du docteur Louis Rousseau, le cercle des Amitiés françaises, aux côtés d'Académiciens (Henry Bordeaux, Jérôme Carcopino, Daniel-Rops, Antoine de Lévis-Mirepoix, Maurice Genevoix), d'intellectuels comme Daniel Halévy ou Gabriel Marcel, d'Edmond Michelet, de Mgr Rupp, du pasteur Marc Boegner. Ce cercle et cette librairie font partie du milieu maurrassien de l'après-guerre. Il fréquente une autre association, l'Union des intellectuels indépendants.

### Académicien en 1960
Après la Seconde Guerre mondiale, ruiné, Henri Massis survit avec sa femme grabataire à Saint-Germain-des-Prés grâce à un très modeste emploi de lecteur chez Plon, vivant d'« ingrats travaux » selon un témoignage de Michel Déon. Il se consacre en particulier à des études biographiques, s'intéressant entre autres à Renan, Barrès, Proust et Salazar.
Candidat déclaré dès 1955, il est élu le 19 mai 1960 membre de l'Académie française après une tentative avortée en 1956. Grâce au soutien charitable de François Mauriac, il est reçu en juin 1961.
Le cercle des Amitiés françaises donne un dîner en son honneur pour son élection à l'Académie en décembre 1960, auquel prennent part notamment l'amiral Moreau, François Piétri, le duc de Castries, le duc Joseph Pozzo di Borgo, René Gillouin, André Thérive, Louis Salleron, Jacques Hérissay, président de l'association des écrivains catholiques. Il est élu président de ce cercle en mars 1962, avec comme vice-présidents Gilbert Tournier et Pierre Masquelier.
La revue catholique traditionaliste Itinéraires, à laquelle il collabore, publie un numéro spécial en son honneur en 1961. Il préside le congrès de la Cité catholique du contre-révolutionnaire Jean Ousset en 1960. Lors des polémiques qui opposèrent la Cité catholique à ses détracteurs au début des années 1960, Massis, ainsi que Weygand, le maréchal Alphonse Juin, le colonel Rémy, Gustave Thibon, Michel de Saint-Pierre, Gilbert Tournier et d'autres signent une déclaration collective en sa faveur en 1962.
Durant la guerre d'Algérie, il signe le manifeste des intellectuels français pour la résistance à l'abandon d'octobre 1960 en réaction au Manifeste des 121.

### Vie privée
Il épouse en 1911 Mlle Germaine Bardou,, institutrice. Le couple a un enfant prénommé Jean la même année. Germaine Massis décède en 1968[réf. nécessaire].

## Distinctions
- Ordre de la Francisque

## Œuvres

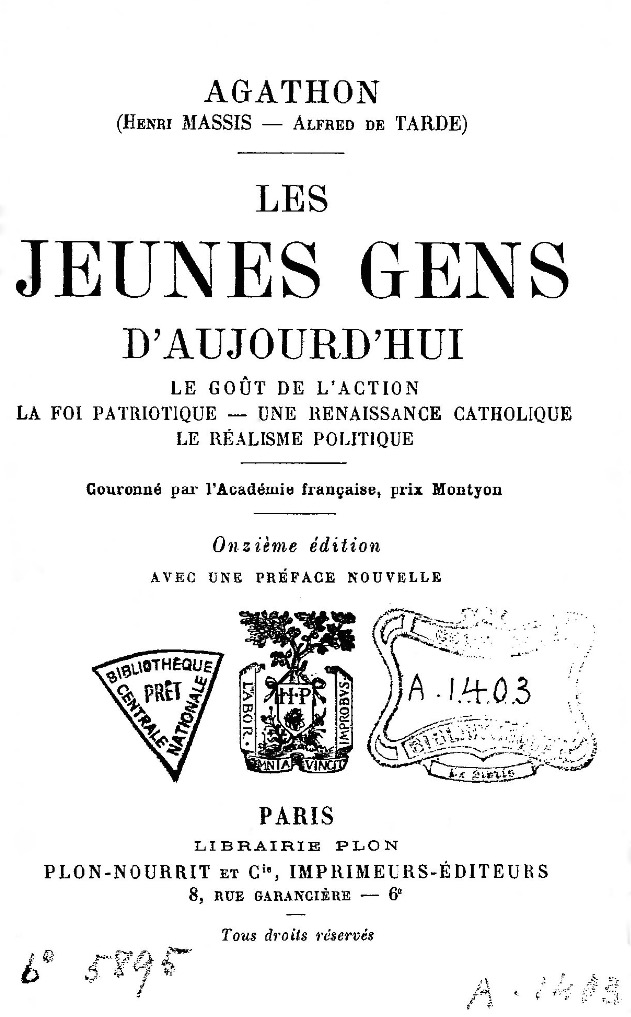
Agathon (Henri Massis, Alfred de Tarde), Les Jeunes Gens d'aujourd'hui, édition 1919.

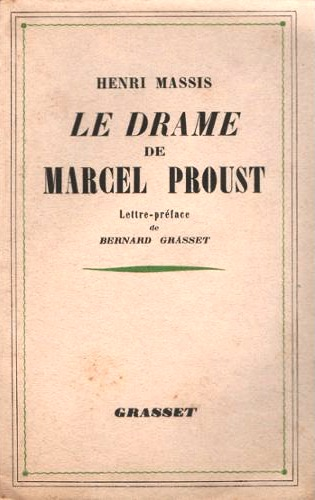
Henri Massis, Le Drame de Marcel Proust, 1937.

- Comment Émile Zola composait ses romans, 1905.
- Le Puits de Pyrrhon, 1907.
- La Pensée de Maurice Barrès, 1909.
- Agathon (et Alfred de Tarde) L'Esprit de la nouvelle Sorbonne, 1911.
- Agathon (et Alfred de Tarde) Les Jeunes Gens d'aujourd'hui, 1913. Prix Montyon 1913
- Romain Rolland contre la France, 1915.
- Luther prophète du germanisme, 1915.
- La Vie d'Ernest Psichari, 1916.— Réédité en 2008, à la suite du Voyage du centurion d'Ernest Psichari (Paris, Éditions Saint-Lubin  (ISBN 9782917302026)).
- Impressions de guerre, 1916. Prix Montyon 1916
- Le Sacrifice (1914-1916), 1917.
- La Trahison de Constantin, 1920.
- Jérusalem le Jeudi-Saint de 1918, 1921.
- Jugements I : Renan, France, Barrès, 1923.
- Henri Massis : André Gide et Dostoïevsky. I, II ; In La Revue universelle. Tome XV, 1er octobre 1923, Jacques Bainville, directeur.
- Jugements II : André Gide, Romain Rolland, Georges Duhamel, Julien Benda, les chapelles littéraires, 1924.
- De Lorette à Jérusalem, 1924.
- Le Réalisme de Pascal, 1924.
- Jacques Rivière, 1925.
- Henri Massis : Défense de l’Occident. in La Revue Universelle, Tome XXIII, 1er octobre 1925, directeur Jacques Bainville.
- En marge de "Jugements", 1927.
- Réflexions sur l'art du roman, 1927.
- Défense de l'Occident, 1927.
- Avant-postes, 1928.
- Évocations. Souvenirs (1905-1911), 1931.
- Dix ans après, 1932.
- Débats, 3 vol., 1934.
- Les Cadets de l'Alcazar, 1936.
- Notre ami Psichari, Ernest Flammarion, Collection « Chefs de file », décembre 1936.
- Le Drame de Marcel Proust, 1937.
- L'Honneur de servir, 1937, article paru dans le no 26 de l'hebdomadaire L'Insurgé
- Chefs. Les Dictateurs et nous, 1939.
- Le Siège de l'Alcazar (avec Robert Brasillach), Plon, 1939
- La Guerre de trente ans (1909-1939), 1940.
- Les Idées restent, 1941.
- La Prière de Lyautey, 1942.
- Découverte de la Russie, 1944.
- D'André Gide à Marcel Proust, 1948.
- Allemagne d'hier et d'après-demain, 1949.
- Portrait de M. Renan, 1949
- Maurras et notre temps, 2 vol, 1951.
- L'Occident et son destin, 1956.
- Visage des idées, 1958.
- À contre-courant, 1958.
- L'Europe en question, 1958.
- De l'homme à Dieu, 1959.
- Salazar face à face, 1961.
- Maurras et notre temps, éd. définitive et augmentée, 1961.
- Barrès et nous, suivi d’une correspondance inédite (1906-1923), 1962.
- Au long d'une vie, 1967.
- Préface : "Robert Brasillach" en : R. B., Œuvres complètes Vol XII. Au Club de l'honnête homme, 1964, p. X - XVI